# Liga de Primera 2025
La Liga de Primera 2025, llamada «Liga de Primera Itaú 2025» por fines de patrocinio, es la 109.a edición de la primera categoría del fútbol chileno. 
Las novedades que presentará este torneo son las inclusiones de los 2 equipos ascendidos de la Primera B, que son Deportes La Serena, que se coronó campeón del torneo regresando a la máxima categoría después de 2 años de ausencia y Deportes Limache, que ganó la liguilla tras vencer por penales a Rangers, logrando el ascenso a la máxima categoría del fútbol chileno por primera vez en su historia. Además, se bajan los equipos que perdieron la categoría en la temporada anterior, siendo Deportes Copiapó y el histórico Cobreloa quienes regresaron a la Primera B luego de 2 años y 1 año respectivamente. Otra de las novedades es el cambio en la identidad visual y denominación del torneo, utilizándose por primera vez el nombre "Liga de Primera" en sustitución de la tradicional denominación de "Campeonato".
Banco Itaú seguirá siendo auspiciador del torneo por segundo año consecutivo. Colo-Colo es el actual campeón defensor del torneo.

## Formato
Los 16 equipos juegan 30 partidos cada uno a lo largo de 30 fechas, en 2 ruedas de 15 fechas, bajo el sistema de todos contra todos. En este torneo se usará el sistema de puntos, de acuerdo a la reglamentación de la Internacional F. A. Board, asignándose tres puntos al equipo que resulte ganador, un punto a cada uno en caso de empate y cero puntos al perdedor. 
El equipo que resulte campeón, además del 2.º y 3.er lugar, y el campeón de la Copa Chile 2025, clasificarán a la Copa Libertadores 2026, mientras el 4, 5.º, 6.º y 7.º se llevaran un cupo a la Copa Sudamericana 2026. 
En la zona baja de la tabla, los 2 últimos equipos ubicados en la tabla de posiciones, serán los que pierdan la categoría de forma directa.
El orden de clasificación de los equipos, se determinará en una tabla de cómputo general, de la siguiente manera:
- 1) Mayor cantidad de puntos;
- 2) Mayor diferencia de goles a favor; en caso de igualdad;
- 3) Mayor cantidad de partidos ganados; en caso de igualdad;
- 4) Mayor cantidad de goles convertidos; en caso de igualdad;
- 5) Mayor cantidad de goles de visita marcados; en caso de igualdad;
- 6) Menor cantidad de tarjetas rojas recibidas; en caso de igualdad;
- 7) Menor cantidad de tarjetas amarillas recibidas; en caso de igualdad;
- 8) Sorteo.

En cuanto al campeón del torneo, se definirá de acuerdo al siguiente sistema:
- A) Mayor cantidad de puntos obtenidos; en caso de igualdad;
- B) Partido de definición en cancha neutral.

En caso de que la igualdad, sea de más de dos equipos, esta se dejará reducida a dos clubes, de acuerdo al orden de clasificación de los equipos determinado anteriormente.

## Árbitros

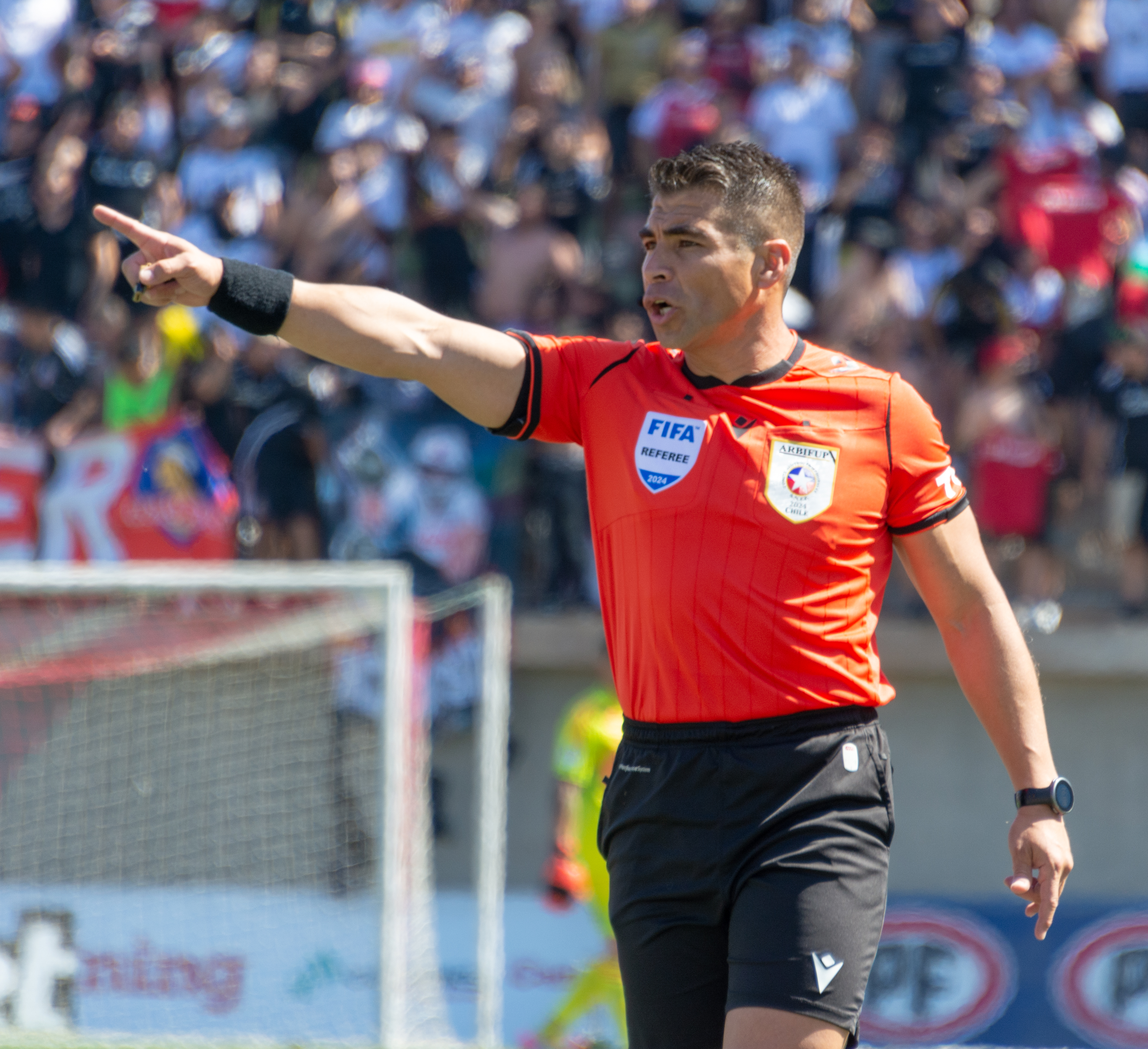
José Cabero, árbitro con categoría FIFA.

Esta es la lista de todos los árbitros disponibles que podrán dirigir partidos este torneo. Los árbitros que aparecen en la lista, pueden dirigir en las otras dos categorías profesionales, si la ANFP, así lo estime conveniente.
| Árbitros             | Edad    | Categoría |
| -------------------- | ------- | --------- |
| Víctor Abarzúa       | 38 años |           |
| Gustavo Ahumada      | 40 años |           |
| Miguel Araos         | 37 años |           |
| José Cabero          | 41 años |           |
| María Belén Carvajal | 41 años |           |
| Rodrigo Carvajal     | 39 años |           |
| Diego Flores         | 35 años |           |
| Nicolás Gamboa       | 37 años |           |
| Cristián Garay       | 36 años |           |
| Francisco Gilabert   | 43 años |           |
| Felipe González      | 45 años |           |
| Héctor Jona          | 43 años |           |
| Juan Lara            | 36 años |           |
| Piero Maza           | 40 años |           |
| Nicolás Millas       | 35 años |           |
| Matías Quila         | 32 años |           |
| Benjamín Saravia     | 37 años |           |
| Juan Sepúlveda       | 35 años |           |
| Fernando Véjar       | 36 años |           |
| Manuel Vergara       | 35 años |           |
| Dione Rissios        | 35 años |           |

## Relevos
| Pos.  | a Liga de Primera 2025 |
| ----- | ---------------------- |
| 1.º   | Deportes La Serena     |
| Prom. | Deportes Limache       |

| Pos. | a Liga de Ascenso 2025 |
| ---- | ---------------------- |
| 15.º | Cobreloa               |
| 16.º | Deportes Copiapó       |

## Localización
| \| Equipo \| Región \| Ciudad \| \| -------------------- \| ------------- \| ------------- \| \| Deportes Iquique \| Tarapacá \| Iquique \| \| Cobresal \| Atacama \| El Salvador \| \| Coquimbo Unido \| Coquimbo \| Coquimbo \| \| Deportes La Serena \| Coquimbo \| La Serena \| \| Deportes Limache \| Valparaíso \| Limache \| \| Everton \| Valparaíso \| Viña del Mar \| \| Unión La Calera \| Valparaíso \| La Calera \| \| Audax Italiano \| Metropolitana \| La Florida \| \| Colo-Colo \| Metropolitana \| Macul \| \| Palestino \| Metropolitana \| La Cisterna \| \| Unión Española \| Metropolitana \| Independencia \| \| Universidad Católica \| Metropolitana \| Las Condes \| \| Universidad de Chile \| Metropolitana \| Ñuñoa \| \| O'Higgins \| O'Higgins \| Rancagua \| \| Ñublense \| Ñuble \| Chillán \| \| Huachipato \| Biobío \| Talcahuano \| |               |               |
| Equipo | Región        | Ciudad        |
| Deportes Iquique | Tarapacá      | Iquique       |
| Cobresal | Atacama       | El Salvador   |
| Coquimbo Unido | Coquimbo      | Coquimbo      |
| Deportes La Serena | Coquimbo      | La Serena     |
| Deportes Limache | Valparaíso    | Limache       |
| Everton | Valparaíso    | Viña del Mar  |
| Unión La Calera | Valparaíso    | La Calera     |
| Audax Italiano | Metropolitana | La Florida    |
| Colo-Colo | Metropolitana | Macul         |
| Palestino | Metropolitana | La Cisterna   |
| Unión Española | Metropolitana | Independencia |
| Universidad Católica | Metropolitana | Las Condes    |
| Universidad de Chile | Metropolitana | Ñuñoa         |
| O'Higgins | O'Higgins     | Rancagua      |
| Ñublense | Ñuble         | Chillán       |
| Huachipato | Biobío        | Talcahuano    |

| Equipos de Santiago |
| --- |
| Unión Española Universidad Católica Audax Italiano Palestino Colo-Colo Universidad de Chile Ubicación de los clubes del Gran Santiago |

## Información
| Equipo               | Entrenador          | Estadio                    | Capacidad | Proveedor | Auspiciador       |
| -------------------- | ------------------- | -------------------------- | --------- | --------- | ----------------- |
| Audax Italiano       | Juan José Ribera    | Bicentenario de La Florida | 12.275    | Macron    | Traverso          |
| Cobresal             | Gustavo Huerta      | El Cobre                   | 11.230    | KS7       |                   |
| Colo-Colo            | Luis Pérez          | Monumental                 | 43.667    | Adidas    | Jugabet           |
| Coquimbo Unido       | Esteban González    | Francisco Sánchez          | 19.500    | Capelli   | Rojabet           |
| Deportes Iquique     | Fernando Díaz       | Tierra de Campeones        | 14.430    | Rete      | Collahuasi        |
| Deportes La Serena   | Cristian Paulucci   | La Portada                 | 18.500    | Fiume     | Estelarbet        |
| Deportes Limache     | Víctor Rivero       | Nicolás Chahuán            | 14.410    | Claus-7   | Pin Up Casino     |
| Everton              | Mauricio Larriera   | Sausalito                  | 17.500    | Charly    | TerraWind         |
| Huachipato           | Jaime García        | Huachipato - CAP           | 10.000    | Marathon  | 1xBet             |
| Ñublense             | Ronald Fuentes      | Nelson Oyarzún             | 12.130    | Capelli   | Stake             |
| O'Higgins            | Francisco Meneghini | El Teniente                | 12.476    | Joma      | BC.Game           |
| Palestino            | Lucas Bovaglio      | Municipal de La Cisterna   | 7.500     | Capelli   | Bank of Palestine |
| Unión Española       | Miguel Ramírez      | Santa Laura                | 20.032    | Reebok    | USEK              |
| Unión La Calera      | Walter Lemma        | Nicolás Chahuán            | 10.130    | Givova    | Estelarbet        |
| Universidad Católica | Daniel Garnero      | Claro Arena                | 20.249    | Puma      | BICE              |
| Universidad de Chile | Gustavo Álvarez     | Nacional                   | 48.665    | Adidas    | Jugabet           |

## Clasificación
| Pos. | Equipo               | Pts. | PJ | G  | E | P  | GF | GC | Dif. |  |
| ---- | -------------------- | ---- | -- | -- | - | -- | -- | -- | ---- |  |
| 1    | Coquimbo Unido       | 47   | 20 | 14 | 5 | 1  | 32 | 11 | +21  |  |
| 2    | Universidad de Chile | 38   | 20 | 12 | 2 | 6  | 44 | 21 | +23  |  |
| 3    | Audax Italiano       | 37   | 20 | 11 | 4 | 5  | 33 | 26 | +7   |  |
| 4    | Palestino            | 35   | 19 | 10 | 5 | 4  | 26 | 16 | +10  |  |
| 5    | O'Higgins            | 34   | 20 | 9  | 7 | 4  | 22 | 21 | +1   |  |
| 6    | Universidad Católica | 30   | 19 | 8  | 6 | 5  | 29 | 21 | +8   |  |
| 7    | Cobresal             | 29   | 19 | 8  | 5 | 6  | 23 | 21 | +2   |  |
| 8    | Huachipato           | 28   | 20 | 8  | 4 | 8  | 30 | 30 | 0    |  |
| 9    | Colo-Colo            | 27   | 20 | 7  | 6 | 7  | 31 | 26 | +5   |  |
| 10   | Ñublense             | 26   | 19 | 6  | 8 | 5  | 19 | 24 | −5   |  |
| 11   | Unión La Calera      | 23   | 20 | 6  | 5 | 9  | 17 | 21 | −4   |  |
| 12   | Everton              | 19   | 20 | 4  | 7 | 9  | 21 | 30 | −9   |  |
| 13   | Deportes La Serena   | 19   | 20 | 5  | 4 | 11 | 24 | 36 | −12  |  |
| 14   | Deportes Limache     | 17   | 20 | 4  | 5 | 11 | 22 | 30 | −8   |  |
| 15   | Unión Española       | 14   | 20 | 4  | 2 | 14 | 19 | 37 | −18  |  |
| 16   | Deportes Iquique     | 11   | 20 | 2  | 5 | 13 | 21 | 42 | −21  |  |

Actualizado a los partidos jugados el 17 de agosto de 2025.
 Fuente: Campeonato Chileno
     Campeón. Clasifica a la Copa Libertadores.
     Clasifica a la Copa Libertadores.
     Clasifica a la Copa Sudamericana.
     Desciende a la Primera B.
| Pendientes                                                                         |
| ---------------------------------------------------------------------------------- |
| - Cobresal vs. Palestino (Fecha 16) - Universidad Católica vs. Ñublense (Fecha 19) |

## Evolución
| Equipo / Fecha       | 01   | 02   | 03   | 04   | 05   | 06   | 07   | 08   | 09   | 10   | 11   | 12   | 13   | 14   | 15   | 16   | 17   | 18   | 19   | 20   | 21  | 22  | 23 | 24 | 25 | 26 | 27 | 28 | 29 | 30 |
| -------------------- | ---- | ---- | ---- | ---- | ---- | ---- | ---- | ---- | ---- | ---- | ---- | ---- | ---- | ---- | ---- | ---- | ---- | ---- | ---- | ---- | --- | --- | -- | -- | -- | -- | -- | -- | -- | -- |
| Coquimbo Unido       | 3.°  | 3.°  | 1.°  | 1.°  | 2.°  | 1.°  | 2.°  | 3.°  | 5.°  | 3.°  | 3.°  | 3.°  | 1.°  | 1.°  | 1.°  | 1.°  | 1.°  | 1.°  | 1.°  | 1.°  | 1.° | 1.° | .° | .° | .° | .° | .° | .° | .° | .° |
| Universidad de Chile | 1.°  | 1.°  | 3.°  | 8.°  | 6.°  | 9.°  | 10.° | 9.°  | 9.°  | 7.°  | 4.°  | 5.°  | 4.°  | 5.°  | 3.°  | 3.°  | 2.°  | 2.°  | 2.°  | 2.°  | .°  | .°  | .° | .° | .° | .° | .° | .° | .° | .° |
| Audax Italiano       | 12.° | 10.° | 4.°  | 2.°  | 4.°  | 5.°  | 4.°  | 1.°  | 3.°  | 1.°  | 1.°  | 1.°  | 2.°  | 2.°  | 2.°  | 2.°  | 3.°  | 3.°  | 4.°  | 3.°  | .°  | .°  | .° | .° | .° | .° | .° | .° | .° | .° |
| Palestino            | 6.°  | 2.°  | 6.°  | 3.°  | 1.°  | 3.°  | 1.°  | 2.°  | 4.°  | 2.°  | 2.°  | 2.°  | 3.°  | 3.°  | 4.°  | 4.°  | 4.°  | 4.°  | 3.°  | 4.°  | .°  | .°  | .° | .° | .° | .° | .° | .° | .° | .° |
| O'Higgins            | 10.° | 5.°  | 8.°  | 10.° | 9.°  | 7.°  | 7.°  | 6.°  | 8.°  | 9.°  | 7.°  | 4.°  | 6.°  | 4.°  | 5.°  | 6.°  | 5.°  | 5.°  | 5.°  | 5.°  | .°  | .°  | .° | .° | .° | .° | .° | .° | .° | .° |
| Universidad Católica | 5.°  | 9.°  | 7.°  | 7.°  | 8.°  | 6.°  | 5.°  | 5.°  | 1.°  | 5.°  | 6.°  | 8.°  | 8.°  | 8.°  | 6.°  | 5.°  | 6.°  | 7.°  | 8.°  | 6.°  | .°  | .°  | .° | .° | .° | .° | .° | .° | .° | .° |
| Cobresal             | 11.° | 7.°  | 5.°  | 6.°  | 5.°  | 8.°  | 9.°  | 7.°  | 6.°  | 4.°  | 5.°  | 6.°  | 5.°  | 6.°  | 7.°  | 8.°  | 7.°  | 6.°  | 6.°  | 7.°  | .°  | .°  | .° | .° | .° | .° | .° | .° | .° | .° |
| Huachipato           | 9.°  | 4.°  | 2.°  | 5.°  | 3.°  | 2.°  | 3.°  | 4.°  | 2.°  | 6.°  | 8.°  | 9.°  | 10.° | 10.° | 10.° | 10.° | 10.° | 11.° | 9.°  | 8.°  | .°  | .°  | .° | .° | .° | .° | .° | .° | .° | .° |
| Colo-Colo            | 4.°  | 8.°  | 11.° | 9.°  | 11.° | 10.° | 11.° | 11.° | 10.° | 11.° | 12.° | 11.° | 7.°  | 7.°  | 9.°  | 7.°  | 8.°  | 8.°  | 7.°  | 9.°  | .°  | .°  | .° | .° | .° | .° | .° | .° | .° | .° |
| Ñublense             | 16.° | 13.° | 10.° | 11.° | 12.° | 12.° | 13.° | 12.° | 12.° | 10.° | 11.° | 12.° | 12.° | 12.° | 12.° | 11.° | 11.° | 9.°  | 10.° | 10.° | .°  | .°  | .° | .° | .° | .° | .° | .° | .° | .° |
| Unión La Calera      | 2.°  | 6.°  | 9.°  | 4.°  | 7.°  | 4.°  | 6.°  | 8.°  | 7.°  | 8.°  | 9.°  | 7.°  | 9.°  | 9.°  | 8.°  | 9.°  | 9.°  | 10.° | 11.° | 11.° | .°  | .°  | .° | .° | .° | .° | .° | .° | .° | .° |
| Everton              | 7.°  | 12.° | 14.° | 14.° | 15.° | 13.° | 15.° | 14.° | 14.° | 15.° | 13.° | 14.° | 14.° | 13.° | 13.° | 13.° | 12.° | 12.° | 12.° | 12.° | .°  | .°  | .° | .° | .° | .° | .° | .° | .° | .° |
| Deportes La Serena   | 13.° | 14.° | 12.° | 12.° | 10.° | 11.° | 8.°  | 10.° | 11.° | 12.° | 10.° | 10.° | 11.° | 11.° | 11.° | 12.° | 13.° | 13.° | 13.° | 13.° | .°  | .°  | .° | .° | .° | .° | .° | .° | .° | .° |
| Deportes Limache     | 8.°  | 11.° | 13.° | 13.° | 14.° | 15.° | 14.° | 15.° | 15.° | 13.° | 14.° | 13.° | 13.° | 14.° | 14.° | 14.° | 14.° | 14.° | 14.° | 14.° | .°  | .°  | .° | .° | .° | .° | .° | .° | .° | .° |
| Unión Española       | 15.° | 16.° | 16.° | 16.° | 13.° | 14.° | 12.° | 13.° | 13.° | 14.° | 15.° | 15.° | 15.° | 15.° | 15.° | 15.° | 15.° | 15.° | 15.° | 15.° | .°  | .°  | .° | .° | .° | .° | .° | .° | .° | .° |
| Deportes Iquique     | 14.° | 15.° | 15.° | 15.° | 16.° | 16.° | 16.° | 16.° | 16.° | 16.° | 16.° | 16.° | 16.° | 16.° | 16.° | 16.° | 16.° | 16.° | 16.° | 16.° | .°  | .°  | .° | .° | .° | .° | .° | .° | .° | .° |

## Resultados
- Los horarios corresponden al huso horario de Chile: UTC-4 en horario estándar y UTC-3 en horario de verano.

### Primera rueda
| Fecha 1              | Fecha 1   | Fecha 1        | Fecha 1             | Fecha 1       | Fecha 1 |
| Local                | Resultado | Visita         | Estadio             | Fecha         | Hora    |
| -------------------- | --------- | -------------- | ------------------- | ------------- | ------- |
| Deportes Iquique     | 0-3       | Coquimbo Unido | Tierra de Campeones | 14 de febrero | 21:00   |
| O'Higgins            | 0-0       | Huachipato     | Jorge Silva         | 15 de febrero | 18:00   |
| Palestino            | 2-1       | Cobresal       | La Cisterna         | 15 de febrero | 18:00   |
| Universidad de Chile | 5-0       | Ñublense       | Nacional            | 15 de febrero | 20:30   |
| Deportes La Serena   | 1-3       | Colo-Colo      | La Portada          | 16 de febrero | 12:00   |
| Deportes Limache     | 1-1       | Everton        | Nicolás Chahuán     | 16 de febrero | 20:30   |
| Universidad Católica | 3-1       | Audax Italiano | Santa Laura         | 17 de febrero | 18:00   |
| Unión La Calera      | 4-0       | Unión Española | Nicolás Chahuán     | 17 de febrero | 20:30   |

| Fecha 2              | Fecha 2   | Fecha 2              | Fecha 2           | Fecha 2       | Fecha 2 |
| Local                | Resultado | Visita               | Estadio           | Fecha         | Hora    |
| -------------------- | --------- | -------------------- | ----------------- | ------------- | ------- |
| Audax Italiano       | 4-2       | Deportes Iquique     | La Florida        | 21 de febrero | 18:00   |
| Unión Española       | 0-3       | Palestino            | Santa Laura       | 21 de febrero | 18:00   |
| Coquimbo Unido       | 1-0       | Universidad Católica | Francisco Sánchez | 22 de febrero | 18:00   |
| Ñublense             | 1-1       | Deportes Limache     | Nelson Oyarzún    | 22 de febrero | 20:30   |
| Huachipato           | 4-0       | Everton              | Huachipato-CAP    | 23 de febrero | 12:00   |
| Cobresal             | 3-1       | Deportes La Serena   | El Cobre          | 23 de febrero | 18:00   |
| Universidad de Chile | 1-0       | Unión La Calera      | Nacional          | 23 de febrero | 20:30   |
| Colo-Colo            | 0-1       | O'Higgins            | Monumental        | 24 de febrero | 20:00   |

| Fecha 3              | Fecha 3   | Fecha 3              | Fecha 3         | Fecha 3       | Fecha 3 |
| Local                | Resultado | Visita               | Estadio         | Fecha         | Hora    |
| -------------------- | --------- | -------------------- | --------------- | ------------- | ------- |
| Deportes Limache     | 1-2       | Coquimbo Unido       | Nicolás Chahuán | 28 de febrero | 20:00   |
| Deportes La Serena   | 1-0       | Unión Española       | La Portada      | 1 de marzo    | 12:00   |
| Palestino            | 0-2       | Audax Italiano       | La Cisterna     | 1 de marzo    | 18:00   |
| Universidad Católica | 1-0       | Deportes Iquique     | La Florida      | 1 de marzo    | 18:00   |
| Everton              | 1-2       | Ñublense             | Sausalito       | 1 de marzo    | 20:30   |
| Huachipato           | 2-1       | Colo-Colo            | Huachipato-CAP  | 2 de marzo    | 12:00   |
| Cobresal             | 2-1       | Universidad de Chile | El Cobre        | 2 de marzo    | 18:00   |
| Unión La Calera      | 2-2       | O'Higgins            | Nicolás Chahuán | 2 de marzo    | 20:30   |

| Fecha 4          | Fecha 4   | Fecha 4              | Fecha 4             | Fecha 4    | Fecha 4 |
| Local            | Resultado | Visita               | Estadio             | Fecha      | Hora    |
| ---------------- | --------- | -------------------- | ------------------- | ---------- | ------- |
| Unión La Calera  | 1-0       | Huachipato           | Nicolás Chahuán     | 7 de marzo | 20:00   |
| Ñublense         | 1-1       | Universidad Católica | Nelson Oyarzún      | 8 de marzo | 18:00   |
| Deportes Iquique | 1-3       | Palestino            | Tierra de Campeones | 8 de marzo | 20:30   |
| Audax Italiano   | 3-1       | Deportes Limache     | La Florida          | 8 de marzo | 20:30   |
| Coquimbo Unido   | 1-1       | Cobresal             | Francisco Sánchez   | 9 de marzo | 12:00   |
| O'Higgins        | 1-1       | Deportes La Serena   | Jorge Silva         | 9 de marzo | 18:00   |
| Colo-Colo        | 2-0       | Everton              | Monumental          | 9 de marzo | 20:30   |
| Unión Española   | 0-2       | Universidad de Chile | Santa Laura         | 5 de julio | 15:00   |

| Fecha 5              | Fecha 5   | Fecha 5              | Fecha 5             | Fecha 5     | Fecha 5 |
| Local                | Resultado | Visita               | Estadio             | Fecha       | Hora    |
| -------------------- | --------- | -------------------- | ------------------- | ----------- | ------- |
| Audax Italiano       | 1-1       | Universidad de Chile | La Florida          | 14 de marzo | 18:00   |
| Deportes Limache     | 2-3       | Huachipato           | Nicolás Chahuán     | 14 de marzo | 20:30   |
| Everton              | 0-0       | Coquimbo Unido       | Sausalito           | 15 de marzo | 20:30   |
| Deportes La Serena   | 1-0       | Unión La Calera      | La Portada          | 16 de marzo | 12:00   |
| Cobresal             | 0-0       | O'Higgins            | El Cobre            | 16 de marzo | 18:00   |
| Palestino            | 2-0       | Ñublense             | La Cisterna         | 16 de marzo | 18:00   |
| Deportes Iquique     | 0-4       | Unión Española       | Tierra de Campeones | 16 de marzo | 20:30   |
| Universidad Católica | 2-0       | Colo-Colo            | Santa Laura         | 6 de julio  | 15:00   |

| Fecha 6         | Fecha 6   | Fecha 6              | Fecha 6           | Fecha 6     | Fecha 6 |
| Local           | Resultado | Visita               | Estadio           | Fecha       | Hora    |
| --------------- | --------- | -------------------- | ----------------- | ----------- | ------- |
| Colo-Colo       | 1-1       | Palestino            | Monumental        | 27 de marzo | 18:15   |
| Everton         | 2-0       | Universidad de Chile | Sausalito         | 27 de marzo | 20:30   |
| Unión Española  | 1-2       | Universidad Católica | Nacional          | 28 de marzo | 18:15   |
| Ñublense        | 1-1       | Deportes Iquique     | Nelson Oyarzún    | 28 de marzo | 20:30   |
| O'Higgins       | 3-1       | Deportes Limache     | Jorge Silva       | 29 de marzo | 18:00   |
| Huachipato      | 3-1       | Deportes La Serena   | Huachipato-CAP    | 30 de marzo | 12:00   |
| Coquimbo Unido  | 2-1       | Audax Italiano       | Francisco Sánchez | 30 de marzo | 18:00   |
| Unión La Calera | 2-1       | Cobresal             | Nicolás Chahuán   | 30 de marzo | 20:30   |

| Fecha 7              | Fecha 7   | Fecha 7              | Fecha 7           | Fecha 7     | Fecha 7 |
| Local                | Resultado | Visita               | Estadio           | Fecha       | Hora    |
| -------------------- | --------- | -------------------- | ----------------- | ----------- | ------- |
| Coquimbo Unido       | 0-0       | Huachipato           | Francisco Sánchez | 12 de abril | 12:30   |
| Cobresal             | 1-1       | Universidad Católica | El Cobre          | 12 de abril | 15:00   |
| Audax Italiano       | 1-0       | O'Higgins            | La Florida        | 12 de abril | 20:00   |
| Deportes La Serena   | 2-1       | Everton              | La Portada        | 13 de abril | 12:30   |
| Palestino            | 1-0       | Unión La Calera      | La Cisterna       | 14 de abril | 15:00   |
| Unión Española       | 3-0       | Ñublense             | La Florida        | 14 de abril | 18:00   |
| Deportes Limache     | 2-0       | Deportes Iquique     | Nicolás Chahuán   | 14 de abril | 20:30   |
| Universidad de Chile | 2-1       | Colo-Colo            | Nacional          | 12 de julio | 15:00   |

| Fecha 8              | Fecha 8   | Fecha 8            | Fecha 8             | Fecha 8     | Fecha 8 |
| Local                | Resultado | Visita             | Estadio             | Fecha       | Hora    |
| -------------------- | --------- | ------------------ | ------------------- | ----------- | ------- |
| Universidad de Chile | 3-1       | Deportes La Serena | Nacional            | 17 de abril | 18:00   |
| Audax Italiano       | 2-0       | Unión Española     | La Florida          | 18 de abril | 18:00   |
| Huachipato           | 0-1       | Cobresal           | Huachipato-CAP      | 19 de abril | 15:00   |
| Universidad Católica | 2-1       | Deportes Limache   | Sausalito           | 19 de abril | 17:30   |
| Everton              | 1-1       | Unión La Calera    | Sausalito           | 20 de abril | 12:30   |
| O'Higgins            | 1-0       | Palestino          | Jorge Silva         | 20 de abril | 15:00   |
| Ñublense             | 0-0       | Coquimbo Unido     | Nelson Oyarzún      | 20 de abril | 20:00   |
| Deportes Iquique     | 2-2       | Colo-Colo          | Tierra de Campeones | 12 de junio | 20:00   |

| Fecha 9              | Fecha 9   | Fecha 9              | Fecha 9         | Fecha 9     | Fecha 9 |
| Local                | Resultado | Visita               | Estadio         | Fecha       | Hora    |
| -------------------- | --------- | -------------------- | --------------- | ----------- | ------- |
| Unión La Calera      | 1-0       | Audax Italiano       | Nicolás Chahuán | 25 de abril | 18:00   |
| Ñublense             | 2-0       | Deportes La Serena   | Nelson Oyarzún  | 25 de abril | 18:00   |
| Universidad Católica | 6-0       | Everton              | La Florida      | 25 de abril | 20:30   |
| Cobresal             | 3-1       | Deportes Limache     | El Cobre        | 26 de abril | 14:00   |
| Colo-Colo            | 2-0       | Coquimbo Unido       | Monumental      | 26 de abril | 16:00   |
| O'Higgins            | 2-2       | Deportes Iquique     | Jorge Silva     | 27 de abril | 12:30   |
| Palestino            | 2-3       | Universidad de Chile | La Cisterna     | 27 de abril | 15:00   |
| Huachipato           | 2-1       | Unión Española       | Huachipato-CAP  | 27 de abril | 17:30   |

| Fecha 10             | Fecha 10  | Fecha 10             | Fecha 10            | Fecha 10  | Fecha 10 |
| Local                | Resultado | Visita               | Estadio             | Fecha     | Hora     |
| -------------------- | --------- | -------------------- | ------------------- | --------- | -------- |
| Deportes Limache     | 1-0       | Colo-Colo            | Lucio Fariña        | 2 de mayo | 16:00    |
| Unión Española       | 0-1       | Cobresal             | La Florida          | 2 de mayo | 20:30    |
| Everton              | 1-2       | Palestino            | Sausalito           | 3 de mayo | 12:30    |
| Universidad de Chile | 1-0       | Universidad Católica | Nacional            | 3 de mayo | 16:00    |
| Coquimbo Unido       | 2-0       | O'Higgins            | Francisco Sánchez   | 3 de mayo | 18:30    |
| Deportes Iquique     | 3-0       | Huachipato           | Tierra de Campeones | 4 de mayo | 15:00    |
| Audax Italiano       | 2-1       | Deportes La Serena   | La Florida          | 4 de mayo | 17:30    |
| Ñublense             | 1-1       | Unión La Calera      | Nelson Oyarzún      | 4 de mayo | 20:00    |

| Fecha 11             | Fecha 11  | Fecha 11             | Fecha 11        | Fecha 11   | Fecha 11 |
| Local                | Resultado | Visita               | Estadio         | Fecha      | Hora     |
| -------------------- | --------- | -------------------- | --------------- | ---------- | -------- |
| Unión La Calera      | 0-1       | Coquimbo Unido       | Nicolás Chahuán | 16 de mayo | 20:00    |
| Cobresal             | 0-1       | Audax Italiano       | El Cobre        | 17 de mayo | 15:00    |
| O'Higgins            | 2-0       | Universidad Católica | La Florida      | 17 de mayo | 17:30    |
| Deportes Limache     | 0-1       | Palestino            | Lucio Fariña    | 18 de mayo | 15:00    |
| Universidad de Chile | 5-1       | Huachipato           | Nacional        | 18 de mayo | 18:30    |
| Unión Española       | 0-3       | Everton              | Santa Laura     | 19 de mayo | 15:00    |
| Colo-Colo            | 2-2       | Ñublense             | Monumental      | 19 de mayo | 18:00    |
| Deportes La Serena   | 2-1       | Deportes Iquique     | La Portada      | 19 de mayo | 20:30    |

| Fecha 12             | Fecha 12  | Fecha 12             | Fecha 12            | Fecha 12   | Fecha 12 |
| Local                | Resultado | Visita               | Estadio             | Fecha      | Hora     |
| -------------------- | --------- | -------------------- | ------------------- | ---------- | -------- |
| Deportes Limache     | 2-0       | Universidad de Chile | Nicolás Chahuán     | 23 de mayo | 18:00    |
| Everton              | 2-2       | Cobresal             | Sausalito           | 24 de mayo | 15:00    |
| Colo-Colo            | 4-1       | Unión Española       | Monumental          | 24 de mayo | 17:30    |
| Coquimbo Unido       | 0-0       | Palestino            | Francisco Sánchez   | 24 de mayo | 20:00    |
| Ñublense             | 0-1       | O'Higgins            | Nelson Oyarzún      | 25 de mayo | 12:30    |
| Universidad Católica | 1-3       | Deportes La Serena   | Santa Laura         | 25 de mayo | 15:00    |
| Deportes Iquique     | 0-1       | Unión La Calera      | Tierra de Campeones | 25 de mayo | 20:00    |
| Audax Italiano       | 4-3       | Huachipato           | La Florida          | 26 de mayo | 19:30    |

| Fecha 13             | Fecha 13  | Fecha 13             | Fecha 13        | Fecha 13   | Fecha 13 |
| Local                | Resultado | Visita               | Estadio         | Fecha      | Hora     |
| -------------------- | --------- | -------------------- | --------------- | ---------- | -------- |
| Deportes La Serena   | 2-4       | Coquimbo Unido       | La Portada      | 31 de mayo | 12:30    |
| Huachipato           | 0-1       | Ñublense             | Huachipato-CAP  | 31 de mayo | 12:30    |
| Universidad de Chile | 6-0       | O'Higgins            | Nacional        | 31 de mayo | 15:00    |
| Everton              | 1-1       | Audax Italiano       | Sausalito       | 31 de mayo | 20:00    |
| Palestino            | 1-1       | Universidad Católica | La Cisterna     | 1 de junio | 15:00    |
| Unión La Calera      | 0-1       | Colo-Colo            | Nicolás Chahuán | 1 de junio | 17:30    |
| Cobresal             | 2-1       | Deportes Iquique     | El Cobre        | 2 de junio | 18:00    |
| Unión Española       | 2-2       | Deportes Limache     | Santa Laura     | 3 de junio | 15:00    |

| Fecha 14             | Fecha 14  | Fecha 14             | Fecha 14            | Fecha 14    | Fecha 14 |
| Local                | Resultado | Visita               | Estadio             | Fecha       | Hora     |
| -------------------- | --------- | -------------------- | ------------------- | ----------- | -------- |
| Deportes Limache     | 0-1       | Unión La Calera      | Lucio Fariña        | 13 de junio | 20:00    |
| Palestino            | 2-1       | Deportes La Serena   | La Cisterna         | 14 de junio | 12:30    |
| Universidad Católica | 1-0       | Huachipato           | Santa Laura         | 14 de junio | 15:00    |
| O'Higgins            | 1-0       | Unión Española       | Jorge Silva         | 15 de junio | 12:30    |
| Coquimbo Unido       | 1-0       | Universidad de Chile | Francisco Sánchez   | 15 de junio | 15:00    |
| Ñublense             | 2-3       | Audax Italiano       | Nelson Oyarzún      | 15 de junio | 20:00    |
| Deportes Iquique     | 1-2       | Everton              | Tierra de Campeones | 16 de junio | 20:00    |
| Colo-Colo            | 4-0       | Cobresal             | Monumental          | 17 de junio | 18:00    |

| Fecha 15             | Fecha 15  | Fecha 15             | Fecha 15        | Fecha 15    | Fecha 15 |
| Local                | Resultado | Visita               | Estadio         | Fecha       | Hora     |
| -------------------- | --------- | -------------------- | --------------- | ----------- | -------- |
| Unión La Calera      | 1-1       | Universidad Católica | Nicolás Chahuán | 20 de junio | 17:30    |
| Unión Española       | 0-2       | Coquimbo Unido       | Santa Laura     | 21 de junio | 12:30    |
| Universidad de Chile | 3-1       | Deportes Iquique     | Nacional        | 21 de junio | 15:00    |
| Huachipato           | 2-2       | Palestino            | Huachipato-CAP  | 21 de junio | 17:30    |
| Deportes La Serena   | 1-1       | Deportes Limache     | La Portada      | 22 de junio | 12:30    |
| Audax Italiano       | 2-1       | Colo-Colo            | La Florida      | 22 de junio | 15:00    |
| Cobresal             | 1-1       | Ñublense             | El Cobre        | 22 de junio | 17:30    |
| Everton              | 0-1       | O'Higgins            | Sausalito       | 22 de junio | 20:00    |

### Segunda rueda
| Fecha 16       | Fecha 16  | Fecha 16             | Fecha 16          | Fecha 16        | Fecha 16 |
| Local          | Resultado | Visita               | Estadio           | Fecha           | Hora     |
| -------------- | --------- | -------------------- | ----------------- | --------------- | -------- |
| Everton        | 0-0       | Deportes Limache     | Sausalito         | 18 de julio     | 19:00    |
| Unión Española | 3-1       | Unión La Calera      | Santa Laura       | 19 de julio     | 12:30    |
| Colo-Colo      | 2-1       | Deportes La Serena   | Monumental        | 19 de julio     | 15:00    |
| Coquimbo Unido | 4-1       | Deportes Iquique     | Francisco Sánchez | 19 de julio     | 17:30    |
| Audax Italiano | 1-1       | Universidad Católica | La Florida        | 20 de julio     | 12:30    |
| Ñublense       | 2-2       | Universidad de Chile | Nelson Oyarzún    | 20 de julio     | 15:00    |
| Huachipato     | 2-1       | O'Higgins            | Huachipato - CAP  | 21 de julio     | 19:00    |
| Cobresal       | vs        | Palestino            | El Cobre          | 7 de septiembre | 15:00    |

| Fecha 17             | Fecha 17  | Fecha 17             | Fecha 17            | Fecha 17    | Fecha 17 |
| Local                | Resultado | Visita               | Estadio             | Fecha       | Hora     |
| -------------------- | --------- | -------------------- | ------------------- | ----------- | -------- |
| Deportes Limache     | 0-1       | Ñublense             | Nicolás Chahuán     | 25 de julio | 19:00    |
| Deportes La Serena   | 0-2       | Cobresal             | La Portada          | 26 de julio | 15:00    |
| Everton              | 4-1       | Huachipato           | Sausalito           | 26 de julio | 17:30    |
| O'Higgins            | 1-1       | Colo-Colo            | Jorge Silva         | 27 de julio | 12:30    |
| Universidad Católica | 0-3       | Coquimbo Unido       | Santa Laura         | 27 de julio | 15:00    |
| Palestino            | 1-0       | Unión Española       | La Cisterna         | 27 de julio | 15:00    |
| Deportes Iquique     | 1-0       | Audax Italiano       | Tierra de Campeones | 27 de julio | 18:00    |
| Unión La Calera      | 0-4       | Universidad de Chile | Nicolás Chahuán     | 28 de julio | 18:00    |

| Fecha 18             | Fecha 18  | Fecha 18             | Fecha 18            | Fecha 18    | Fecha 18 |
| Local                | Resultado | Visita               | Estadio             | Fecha       | Hora     |
| -------------------- | --------- | -------------------- | ------------------- | ----------- | -------- |
| Audax Italiano       | 1-1       | Palestino            | La Florida          | 1 de agosto | 19:00    |
| Unión Española       | 1-0       | Deportes La Serena   | Santa Laura         | 2 de agosto | 12:30    |
| Coquimbo Unido       | 2-1       | Deportes Limache     | Francisco Sánchez   | 2 de agosto | 15:00    |
| Deportes Iquique     | 2-2       | Universidad Católica | Tierra de Campeones | 2 de agosto | 17:30    |
| O'Higgins            | 1-0       | Unión La Calera      | Jorge Silva         | 3 de agosto | 12:30    |
| Colo-Colo            | 2-2       | Huachipato           | Monumental          | 3 de agosto | 15:00    |
| Ñublense             | 1-0       | Everton              | Nelson Oyarzún      | 3 de agosto | 17:30    |
| Universidad de Chile | 0-1       | Cobresal             | Nacional            | 4 de agosto | 18:00    |

| Fecha 19             | Fecha 19  | Fecha 19         | Fecha 19         | Fecha 19     | Fecha 19 |
| Local                | Resultado | Visita           | Estadio          | Fecha        | Hora     |
| -------------------- | --------- | ---------------- | ---------------- | ------------ | -------- |
| Palestino            | 2-0       | Deportes Iquique | La Cisterna      | 8 de agosto  | 15:00    |
| Huachipato           | 1-0       | Unión La Calera  | Huachipato - CAP | 9 de agosto  | 12:30    |
| Universidad de Chile | 4-1       | Unión Española   | Nacional         | 9 de agosto  | 15:00    |
| Deportes La Serena   | 3-3       | O'Higgins        | La Portada       | 9 de agosto  | 17:30    |
| Everton              | 1-1       | Colo-Colo        | Sausalito        | 10 de agosto | 12:30    |
| Cobresal             | 1-2       | Coquimbo Unido   | El Cobre         | 10 de agosto | 15:00    |
| Deportes Limache     | 4-0       | Audax Italiano   | Nicolás Chahuán  | 11 de agosto | 19:00    |
| Universidad Católica | vs        | Ñublense         | Claro Arena      | 9 de octubre | 20:30    |

| Fecha 20             | Fecha 20  | Fecha 20             | Fecha 20          | Fecha 20     | Fecha 20 |
| Local                | Resultado | Visita               | Estadio           | Fecha        | Hora     |
| -------------------- | --------- | -------------------- | ----------------- | ------------ | -------- |
| Unión Española       | 2-2       | Deportes Iquique     | Santa Laura       | 15 de agosto | 15:00    |
| Unión La Calera      | 1-1       | Deportes La Serena   | Nicolás Chahuán   | 15 de agosto | 20:00    |
| Ñublense             | 1-0       | Palestino            | Nelson Oyarzún    | 16 de agosto | 12:00    |
| Colo-Colo            | 1-4       | Universidad Católica | Monumental        | 16 de agosto | 15:00    |
| O'Higgins            | 1-0       | Cobresal             | Jorge Silva       | 16 de agosto | 18:30    |
| Universidad de Chile | 1-3       | Audax Italiano       | Nacional          | 17 de agosto | 12:30    |
| Huachipato           | 4-0       | Deportes Limache     | Huachipato - CAP  | 17 de agosto | 15:00    |
| Coquimbo Unido       | 2-1       | Everton              | Francisco Sánchez | 17 de agosto | 17:30    |

| Fecha 21             | Fecha 21  | Fecha 21        | Fecha 21            | Fecha 21     | Fecha 21 |
| Local                | Resultado | Visita          | Estadio             | Fecha        | Hora     |
| -------------------- | --------- | --------------- | ------------------- | ------------ | -------- |
| Palestino            | vs        | Colo-Colo       | La Cisterna         | 22 de agosto | 15:00    |
| Deportes Limache     | vs        | O'Higgins       | Nicolás Chahuán     | 22 de agosto | 20:30    |
| Cobresal             | vs        | Unión La Calera | El Cobre            | 23 de agosto | 15:00    |
| Audax Italiano       | vs        | Coquimbo Unido  | La Florida          | 23 de agosto | 17:30    |
| Universidad Católica | vs        | Unión Española  | Claro Arena         | 23 de agosto | 20:00    |
| Deportes La Serena   | vs        | Huachipato      | La Portada          | 24 de agosto | 12:30    |
| Universidad de Chile | vs        | Everton         | Nacional            | 24 de agosto | 15:00    |
| Deportes Iquique     | vs        | Ñublense        | Tierra de Campeones | 24 de agosto | 17:30    |

| Fecha 22             | Fecha 22  | Fecha 22             | Fecha 22            | Fecha 22     | Fecha 22 |
| Local                | Resultado | Visita               | Estadio             | Fecha        | Hora     |
| -------------------- | --------- | -------------------- | ------------------- | ------------ | -------- |
| Everton              | vs        | Deportes La Serena   | Sausalito           | 28 de agosto | 19:00    |
| Unión La Calera      | vs        | Palestino            | Nicolás Chahuán     | 29 de agosto | 19:00    |
| Huachipato           | vs        | Coquimbo Unido       | Huachipato - CAP    | 30 de agosto | 12:30    |
| Universidad Católica | vs        | Cobresal             | Claro Arena         | 30 de agosto |          |
| Deportes Iquique     | vs        | Deportes Limache     | Tierra de Campeones | 30 de agosto | 20:00    |
| O'Higgins            | vs        | Audax Italiano       | El Teniente         | 31 de agosto | 12:15    |
| Colo-Colo            | vs        | Universidad de Chile | Monumental          | 31 de agosto | 15:00    |
| Ñublense             | vs        | Unión Española       | Nelson Oyarzún      | 31 de agosto | 18:30    |

| Fecha 23           | Fecha 23  | Fecha 23             | Fecha 23          | Fecha 23         | Fecha 23 |
| Local              | Resultado | Visita               | Estadio           | Fecha            | Hora     |
| ------------------ | --------- | -------------------- | ----------------- | ---------------- | -------- |
| Colo-Colo          | vs        | Deportes Iquique     | Monumental        | 14 de septiembre |          |
| Cobresal           | vs        | Huachipato           | El Cobre          | 14 de septiembre |          |
| Deportes La Serena | vs        | Universidad de Chile | La Portada        | 14 de septiembre |          |
| Coquimbo Unido     | vs        | Ñublense             | Francisco Sánchez | 14 de septiembre |          |
| Unión La Calera    | vs        | Everton              | Nicolás Chahuán   | 14 de septiembre |          |
| Deportes Limache   | vs        | Universidad Católica | Nicolás Chahuán   | 14 de septiembre |          |
| Unión Española     | vs        | Audax Italiano       | Santa Laura       | 14 de septiembre |          |
| Palestino          | vs        | O'Higgins            | La Cisterna       | 14 de septiembre |          |

| Fecha 24             | Fecha 24  | Fecha 24             | Fecha 24            | Fecha 24      | Fecha 24 |
| Local                | Resultado | Visita               | Estadio             | Fecha         | Hora     |
| -------------------- | --------- | -------------------- | ------------------- | ------------- | -------- |
| Universidad de Chile | vs        | Palestino            | Nacional            | 19 de octubre |          |
| Deportes Iquique     | vs        | O'Higgins            | Tierra de Campeones | 19 de octubre |          |
| Coquimbo Unido       | vs        | Colo-Colo            | Francisco Sánchez   | 19 de octubre |          |
| Everton              | vs        | Universidad Católica | Sausalito           | 19 de octubre |          |
| Deportes Limache     | vs        | Cobresal             | Nicolás Chahuán     | 19 de octubre |          |
| Audax Italiano       | vs        | Unión La Calera      | La Florida          | 19 de octubre |          |
| Unión Española       | vs        | Huachipato           | Santa Laura         | 19 de octubre |          |
| Deportes La Serena   | vs        | Ñublense             | La Portada          | 19 de octubre |          |

| Fecha 25             | Fecha 25  | Fecha 25             | Fecha 25         | Fecha 25      | Fecha 25 |
| Local                | Resultado | Visita               | Estadio          | Fecha         | Hora     |
| -------------------- | --------- | -------------------- | ---------------- | ------------- | -------- |
| Colo-Colo            | vs        | Deportes Limache     | Monumental       | 26 de octubre |          |
| Universidad Católica | vs        | Universidad de Chile | Claro Arena      | 26 de octubre |          |
| Cobresal             | vs        | Unión Española       | El Cobre         | 26 de octubre |          |
| Deportes La Serena   | vs        | Audax Italiano       | La Portada       | 26 de octubre |          |
| Unión La Calera      | vs        | Ñublense             | Nicolás Chahuán  | 26 de octubre |          |
| Palestino            | vs        | Everton              | La Cisterna      | 26 de octubre |          |
| O'Higgins            | vs        | Coquimbo Unido       | El Teniente      | 26 de octubre |          |
| Huachipato           | vs        | Deportes Iquique     | Huachipato - CAP | 26 de octubre |          |

| Fecha 26             | Fecha 26  | Fecha 26             | Fecha 26            | Fecha 26       | Fecha 26 |
| Local                | Resultado | Visita               | Estadio             | Fecha          | Hora     |
| -------------------- | --------- | -------------------- | ------------------- | -------------- | -------- |
| Huachipato           | vs        | Universidad de Chile | Huachipato - CAP    | 2 de noviembre |          |
| Universidad Católica | vs        | O'Higgins            | Claro Arena         | 2 de noviembre |          |
| Deportes Iquique     | vs        | Deportes La Serena   | Tierra de Campeones | 2 de noviembre |          |
| Coquimbo Unido       | vs        | Unión La Calera      | Francisco Sánchez   | 2 de noviembre |          |
| Everton              | vs        | Unión Española       | Sausalito           | 2 de noviembre |          |
| Palestino            | vs        | Deportes Limache     | La Cisterna         | 2 de noviembre |          |
| Audax Italiano       | vs        | Cobresal             | La Florida          | 2 de noviembre |          |
| Ñublense             | vs        | Colo-Colo            | Nelson Oyarzún      | 2 de noviembre |          |

| Fecha 27             | Fecha 27  | Fecha 27             | Fecha 27         | Fecha 27       | Fecha 27 |
| Local                | Resultado | Visita               | Estadio          | Fecha          | Hora     |
| -------------------- | --------- | -------------------- | ---------------- | -------------- | -------- |
| Universidad de Chile | vs        | Deportes Limache     |                  | 9 de noviembre |          |
| Cobresal             | vs        | Everton              | El Cobre         | 9 de noviembre |          |
| Deportes La Serena   | vs        | Universidad Católica | La Portada       | 9 de noviembre |          |
| Unión La Calera      | vs        | Deportes Iquique     | Nicolás Chahuán  | 9 de noviembre |          |
| Unión Española       | vs        | Colo-Colo            | Santa Laura      | 9 de noviembre |          |
| Palestino            | vs        | Coquimbo Unido       | La Cisterna      | 9 de noviembre |          |
| O'Higgins            | vs        | Ñublense             | El Teniente      | 9 de noviembre |          |
| Huachipato           | vs        | Audax Italiano       | Huachipato - CAP | 9 de noviembre |          |

| Fecha 28             | Fecha 28  | Fecha 28             | Fecha 28            | Fecha 28        | Fecha 28 |
| Local                | Resultado | Visita               | Estadio             | Fecha           | Hora     |
| -------------------- | --------- | -------------------- | ------------------- | --------------- | -------- |
| Colo-Colo            | vs        | Unión La Calera      | Monumental          | 23 de noviembre |          |
| Universidad Católica | vs        | Palestino            | Claro Arena         | 23 de noviembre |          |
| Deportes Iquique     | vs        | Cobresal             | Tierra de Campeones | 23 de noviembre |          |
| Coquimbo Unido       | vs        | Deportes La Serena   | Francisco Sánchez   | 23 de noviembre |          |
| Deportes Limache     | vs        | Unión Española       | Nicolás Chahuán     | 23 de noviembre |          |
| Audax Italiano       | vs        | Everton              | La Florida          | 23 de noviembre |          |
| O'Higgins            | vs        | Universidad de Chile | El Teniente         | 23 de noviembre |          |
| Ñublense             | vs        | Huachipato           | Nelson Oyarzún      | 23 de noviembre |          |

| Fecha 29             | Fecha 29  | Fecha 29             | Fecha 29         | Fecha 29        | Fecha 29 |
| Local                | Resultado | Visita               | Estadio          | Fecha           | Hora     |
| -------------------- | --------- | -------------------- | ---------------- | --------------- | -------- |
| Universidad de Chile | vs        | Coquimbo Unido       |                  | 30 de noviembre |          |
| Cobresal             | vs        | Colo-Colo            | El Cobre         | 30 de noviembre |          |
| Deportes La Serena   | vs        | Palestino            | La Portada       | 30 de noviembre |          |
| Unión La Calera      | vs        | Deportes Limache     | Nicolás Chahuán  | 30 de noviembre |          |
| Everton              | vs        | Deportes Iquique     | Sausalito        | 30 de noviembre |          |
| Audax Italiano       | vs        | Ñublense             | La Florida       | 30 de noviembre |          |
| Unión Española       | vs        | O'Higgins            | Santa Laura      | 30 de noviembre |          |
| Huachipato           | vs        | Universidad Católica | Huachipato - CAP | 30 de noviembre |          |

| Fecha 30             | Fecha 30  | Fecha 30             | Fecha 30            | Fecha 30       | Fecha 30 |
| Local                | Resultado | Visita               | Estadio             | Fecha          | Hora     |
| -------------------- | --------- | -------------------- | ------------------- | -------------- | -------- |
| Colo-Colo            | vs        | Audax Italiano       | Monumental          | 7 de diciembre |          |
| Universidad Católica | vs        | Unión La Calera      | Claro Arena         | 7 de diciembre |          |
| Deportes Iquique     | vs        | Universidad de Chile | Tierra de Campeones | 7 de diciembre |          |
| Coquimbo Unido       | vs        | Unión Española       | Francisco Sánchez   | 7 de diciembre |          |
| Deportes Limache     | vs        | Deportes La Serena   | Nicolás Chahuán     | 7 de diciembre |          |
| Palestino            | vs        | Huachipato           | La Cisterna         | 7 de diciembre |          |
| O'Higgins            | vs        | Everton              | El Teniente         | 7 de diciembre |          |
| Ñublense             | vs        | Cobresal             | Nelson Oyarzún      | 7 de diciembre |          |

## Campeón
|  |
|  |
|  |

## Copa Libertadores
| Equipo | Clasificado | Vía                |
| ------ | ----------- | ------------------ |
|        | Chile 1     | 1.º de la Liga     |
|        | Chile 2     | 2.º de la Liga     |
|        | Chile 3     | 3.º de la Liga     |
|        | Chile 4     | Campeón de la Copa |

## Copa Sudamericana
| Equipo       | Clasificado | Vía            |
| ------------ | ----------- | -------------- |
| Bandera de ? | Chile 1     | 4.º de la Liga |
| Bandera de ? | Chile 2     | 5.º de la Liga |
| Bandera de ? | Chile 3     | 6.º de la Liga |
| Bandera de ? | Chile 4     | 7.º de la Liga |

## Estadísticas

### Goleadores
| Jugador           | Equipo               | Goles | Part. | Prom. |
| ----------------- | -------------------- | ----- | ----- | ----- |
| Fernando Zampedri | Universidad Católica | 10    | 16    | 0.63  |
| Leonardo Valencia | Audax Italiano       | 10    | 18    | 0.56  |
| Lionel Altamirano | Huachipato           | 10    | 20    | 0.5   |
| Javier Correa     | Colo-Colo            | 9     | 17    | 0.53  |
| Rodrigo Contreras | Universidad de Chile | 8     | 17    | 0.47  |
| Lucas di Yorio    | Universidad de Chile | 8     | 17    | 0.47  |
| Daniel Castro     | Deportes Limache     | 8     | 18    | 0.44  |
| Diego Coelho      | Cobresal             | 8     | 19    | 0.42  |
| Sebastián Sáez    | Unión La Calera      | 8     | 20    | 0.4   |
| Cecilio Waterman  | Coquimbo Unido       | 7     | 18    | 0.39  |

### Asistencias
| Jugador           | Equipo         | Asist. |
| ----------------- | -------------- | ------ |
| Matías Palavecino | Coquimbo Unido | 6      |

### Sub-21
| Equipo               | Req.  | Dis.  | Pen. | %      |
| -------------------- | ----- | ----- | ---- | ------ |
| Audax Italiano       | 1.890 | 1.096 | 794  | 57,98% |
| Cobresal             | 1.890 | 1.117 | 773  | 59,10% |
| Colo-Colo            | 1.890 | 1.101 | 789  | 58,25% |
| Coquimbo Unido       | 1.890 | 1.179 | 711  | 62,38% |
| Deportes Iquique     | 1.890 | 1.306 | 584  | 69,10% |
| Deportes La Serena   | 1.890 | 1.490 | 400  | 78,83% |
| Deportes Limache     | 1.890 | 918   | 972  | 48,57% |
| Everton              | 1.890 | 1.518 | 372  | 80,31% |
| Huachipato           | 1.890 | 1.198 | 692  | 63,38% |
| Ñublense             | 1.890 | 1.019 | 871  | 53,91% |
| O'Higgins            | 1.890 | 1.704 | 186  | 90,15% |
| Palestino            | 1.890 | 1.282 | 608  | 67,83% |
| Unión Española       | 1.890 | 1.710 | 180  | 90,47% |
| Unión La Calera      | 1.890 | 1.145 | 745  | 60,58% |
| Universidad Católica | 1.890 | 1.420 | 470  | 75,13% |
| Universidad de Chile | 1.890 | 1.262 | 628  | 66,77% |

## Entrenadores
En cursiva quienes se desempeñaron como entrenadores interinos.
| Equipo               | Entrenador               | Período          | Ref.          |
| -------------------- | ------------------------ | ---------------- | ------------- |
| Ñublense             | Francisco Arrué          | 1.° - 2.°        | [ 12 ]        |
| Ñublense             | Alejandro Gaete          | 3.° - 9.°        |               |
| Ñublense             | Ronald Fuentes           | 10.° en adelante | [ 13 ]        |
| Everton              | Gustavo Leal             | 1.° - 4.°        | [ 14 ]        |
| Everton              | Gustavo Dalsasso         | 5.°              |               |
| Everton              | Mauricio Larriera        | 6.° en adelante  | [ 15 ]        |
| Deportes Iquique     | Miguel Ramírez           | 1.° - 6.°        | [ 16 ]        |
| Deportes Iquique     | Rodrigo Guerrero         | 7.°              |               |
| Deportes Iquique     | Fernando Díaz            | 8.° en adelante  | [ 17 ]        |
| Deportes La Serena   | Erwin Durán              | 1.° - 10.°       | [ 18 ]        |
| Deportes La Serena   | Cristian Paulucci        | 11.° en adelante | [ 19 ]        |
| Universidad Católica | Tiago Nunes              | 1.° - 12.°       | [ 20 ]        |
| Universidad Católica | Rodrigo Valenzuela       | 13.° - 14.°      |               |
| Universidad Católica | Daniel Garnero           | 15.° en adelante |               |
| Unión Española       | José Luis Sierra         | 1.° - 12.°       | [ 21 ] [ 22 ] |
| Unión Española       | Gonzalo Villagra         | 13.°             |               |
| Unión Española       | Miguel Ramírez           | 14.° en adelante |               |
| Colo-Colo            | Jorge Almirón            | 1.° - 20.°       |               |
| Colo-Colo            | Luis Pérez Hugo González | 21.° en adelante | [ 23 ] [ 24 ] |